# Ягуль

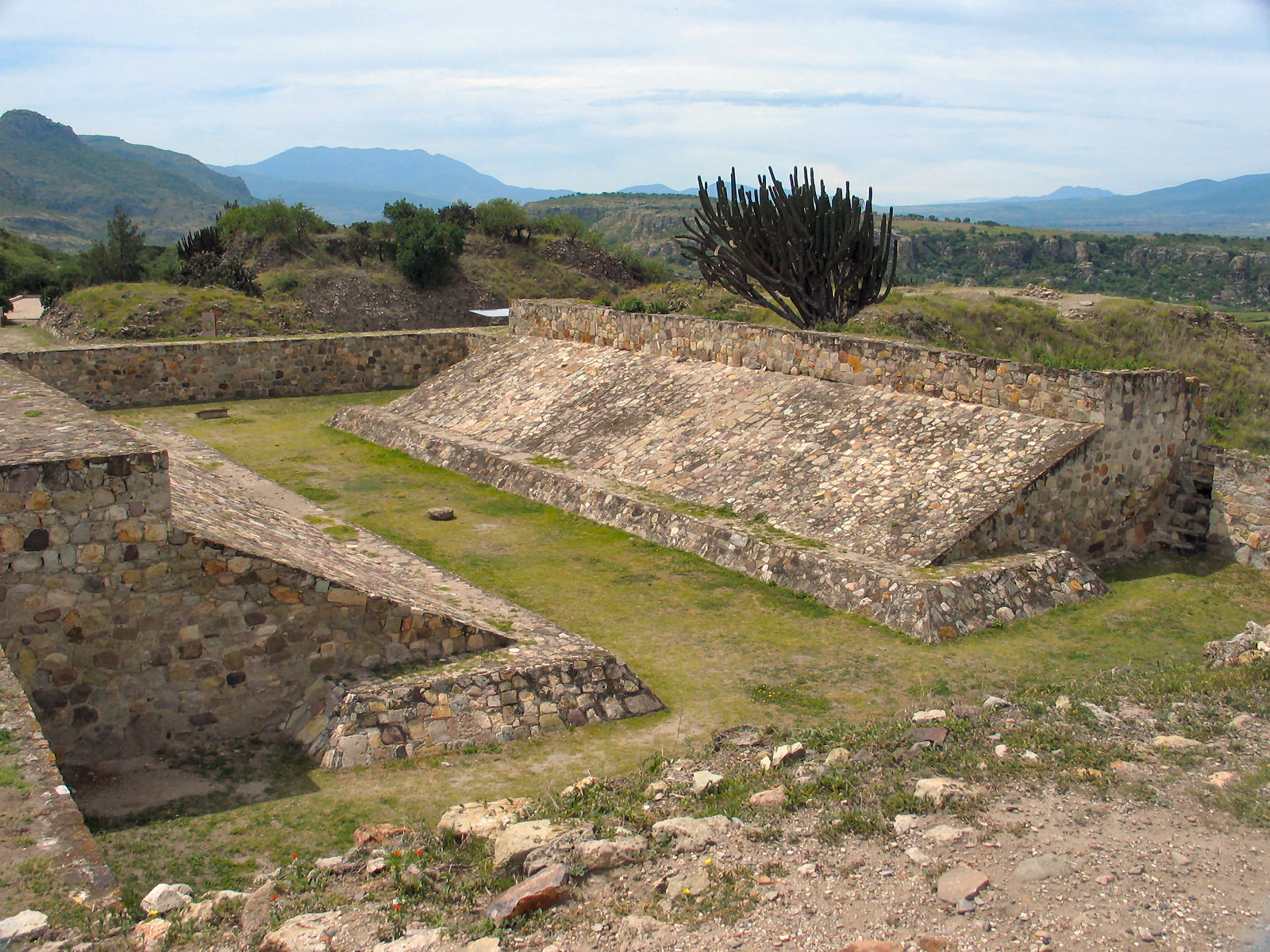
Майданчик для м'ячів у Ягулі

Ягуль — це місце археологічних розкопок і колишнє місто-держава, пов'язане з цивілізацією сапотеків доколумбової Мезоамерики, розташоване в мексиканському штаті Оахака. 13 жовтня 1998 року це місце було оголошено однією з чотирьох природних пам'яток країни. Місце також відоме як Pueblo Viejo (Старе село) і було захоплене під час іспанського завоювання. Після завоювання населення було переселено до сусіднього сучасного міста Тлаколула, де досі живуть їхні нащадки.
Уперше Ягуль був заселений приблизно в 500—100 роках до нашої ери. Близько 500—700 років нашої ери на цьому місці були побудовані житлові, громадські та церемоніальні споруди. Однак більшість видимих залишків датуються 1250—1521 роками нашої ери, коли це місце функціонувало як столиця посткласичного міста-держави.
Це місце було розкопано в 1950-х і 60-х роках археологами Ігнасіо Берналом і Джоном Педдоком.
Сліди людського житла в цьому районі, а саме малюнки на скелях у Кабаліто Бланко, датуються принаймні 3000 роком до нашої ери. Після залишення Монте-Альбану приблизно у 800 році нашої ери, жителі регіону осіли в різних невеликих центрах, таких як Ламбіт'єко, Мітла та Ягуль.

## Етимологія
Ягуль походить із мови сапотеків, утворений від ya (дерево) і gul (старе), отже, «старе дерево».

## Місцезнаходження
Ягуль розташований недалеко від шосе 190 між містом Оахака та Мітла, приблизно за 36 км від колишнього. Місце розташоване на вулканічному відслоненні, оточеному родючими алювіальними землями, у рукаві Тлаколула в долині Оахака. На південь тече річка Саладо.

## Історія місця
Заселення Ягуля сягає середнього до пізнього докласичного періоду. У Ягулі були розкопані складні поховання докласичного періоду, які супроводжувалися керамічними посудинами, які вказують на посилення впливу Монте-Альбану на місцеву еліту.
У пізньому посткласичному періоді, безпосередньо перед іспанським завоюванням, у Ягулі мешкало понад 6000 осіб.

## Опис місця

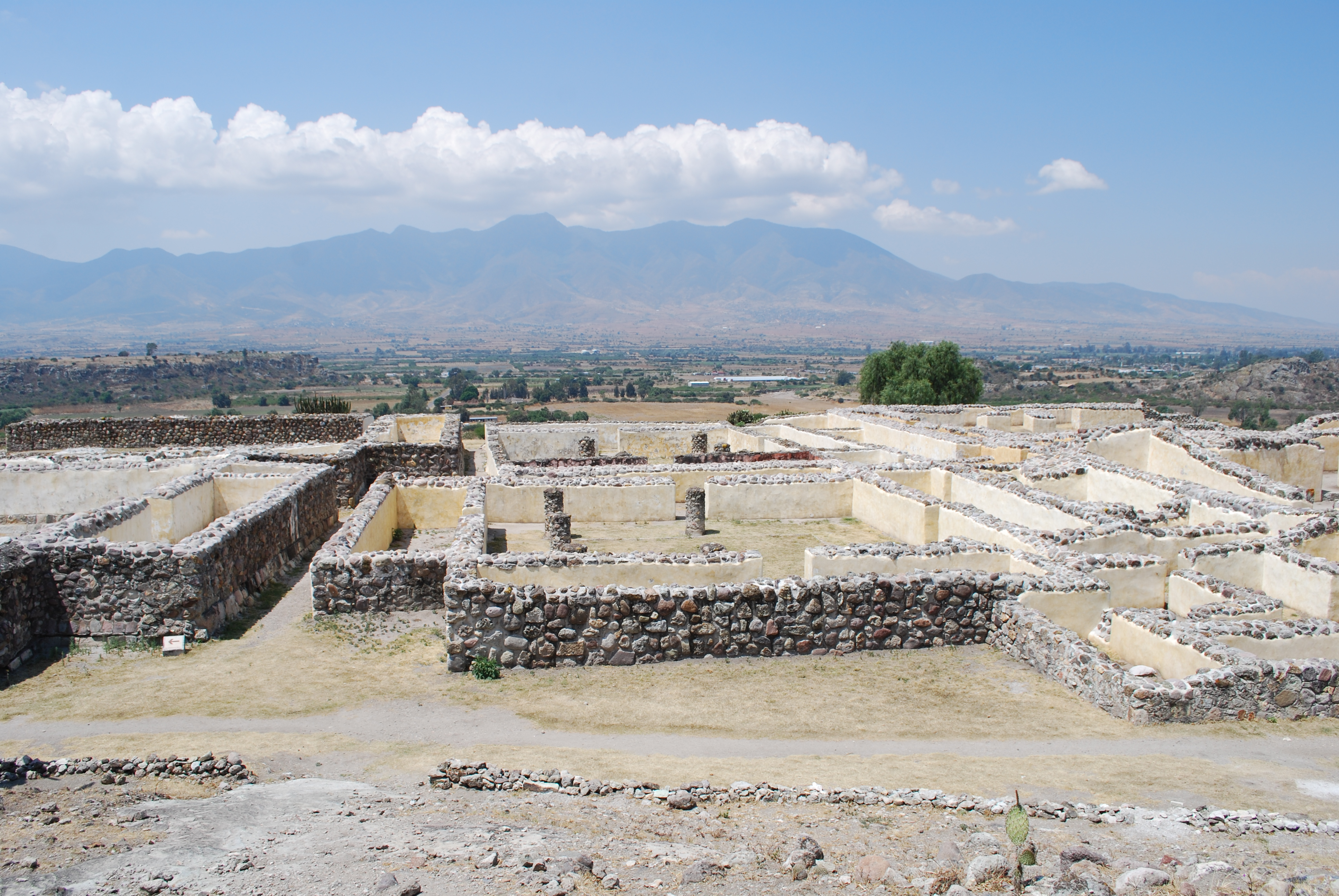
Палац шести патіо

Ягуль є одним із найбільш вивчених археологічних пам'яток у долині Оахака. Назва цього важливого доіспанського центру буквально означає «Стара палиця» або «Старе дерево». Місце розташоване навколо пагорба, і його можна розділити на три основні зони; фортеця, церемоніальний центр і житлові квартали. Будівельний камінь у Ягулі — це переважно річкова бруківка, утворена з вулканічної породи, наприклад базальту. У Ягулі знайдено близько 30 могил, іноді розташованих попарно. Деякі з них мають ієрогліфічні написи.

### Фортеця
Розташований на вершині скель на північний схід від ділянки та захищений природними та штучними стінами, він має чудову точку огляду на всю долину Тлаколула. Тут є кілька оглядових точок, у тому числі одна, до якої можна дістатися через вузький міст.

### Житловий район
Нерозкопані житлові масиви лежать на терасах на південь, схід і захід від пагорба. Резиденції класичного періоду розташовані на північний захід від розкопаного церемоніального центру, а посткласичні резиденції нижчого класу, як припускають, розташовані навколо ядра ділянки.

### Церемоніальний центр

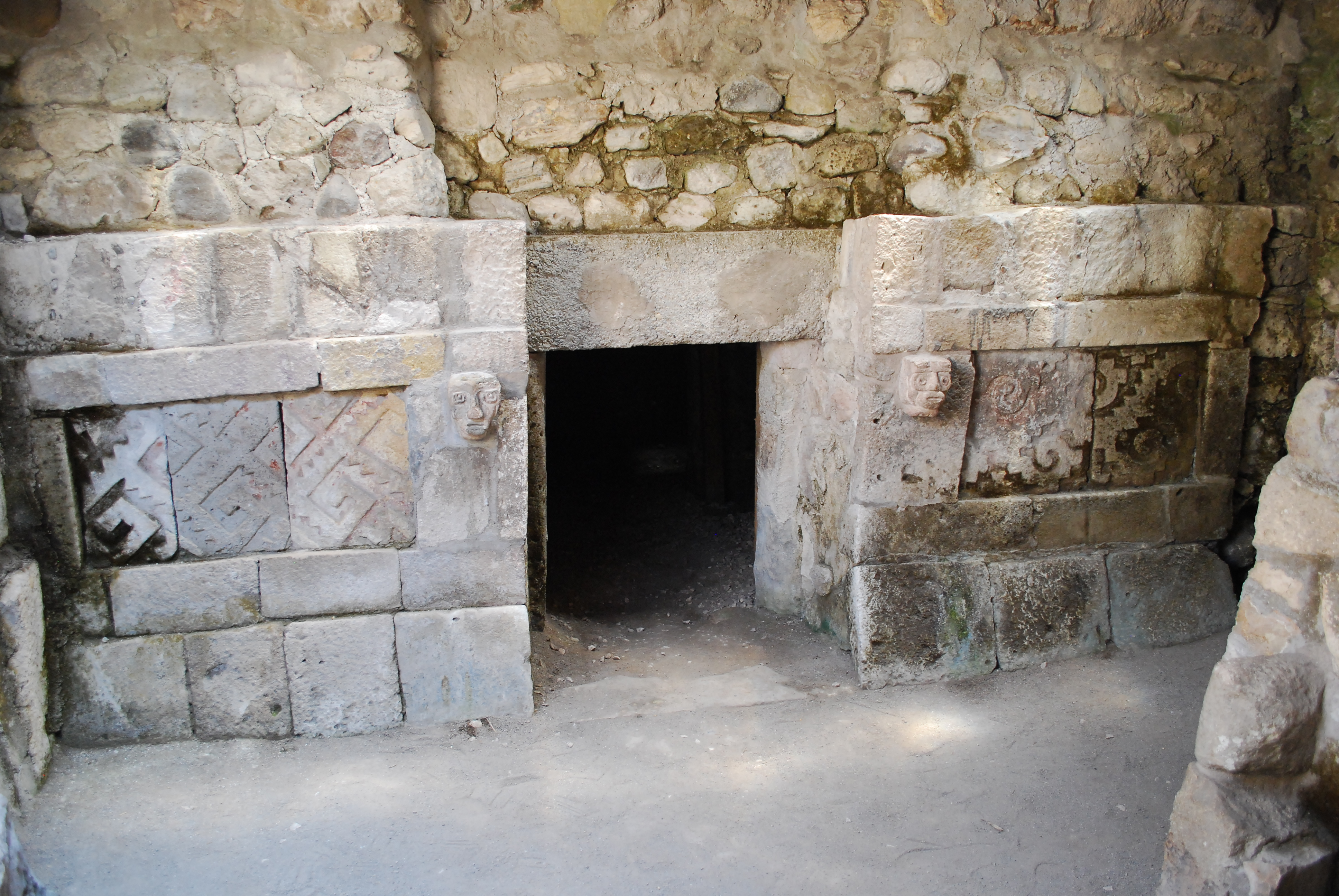
Одна з трьох гробниць, знайдених у камері.

Церемоніальний центр був розкопаний у 1974 році Берналом і Гаміо. Він становить переважну більшість того, що було розкопано і що можна побачити сьогодні. Церемоніальний центр складається з ряду великих внутрішніх двориків, оздоблених монументальною архітектурою, а також включає в себе майданчик для гри в м'яч та елітний житловий комплекс. Деякі структури в цій області:
- Майданчик для гри в м'яч. Відреставроване поле для гри в м'яч має орієнтацію зі сходу на захід і є найбільшим у долині Оахака. Різьблена голова змії, яка зараз перебуває в Регіональному музеї в Оахаці, була знайдена прикріпленою до верхньої частини південної стіни. Поле для гри в м'яч було побудовано в класичний період між 500 і 700 роками нашої ери, а потім розширене між 700 і 900 роками нашої ери.[2] Його загальна довжина становить 47 метрів, довжина центрального поля — 30 метрів, а ширина — 6 метрів.
- Палац шести патіо. Це — лабіринт, утворений складним комплексом проходів і безліччю кімнат. Він складається з трьох елітних комплексів, кожен з яких має два патіо, оточені кімнатами. У кожній парі патіо північний, ймовірно, був резиденцією, а південний, можливо, був адміністративною територією. У кожному внутрішньому дворику є вхід до гробниці.[2] Такий самий макет можна знайти на сусідньому місці Мітла, хоча ці два місця, ймовірно, були незалежними.[3] Стіни облицьовані обробленим камінням і штукатуркою поверх грубого каменю та глиняного ядра, підлоги були з червоної штукатурки. Патіо F дещо відрізняється від інших у комплексі тим, що він виходив на ігровий майданчик і нижні комплекси внутрішніх двориків і, здається, мав більш громадську функцію. Він мав низьку лавку, розташовану всередині кімнати, яку було видно знизу та, можливо, призначалася для прийому відвідувачів. До складу палацового комплексу входив також храм.
- Патіо 1 — це велика відкрита зона безпосередньо на південний схід від Палацу шести патіо. Має кімнати з усіх боків, крім південної. Безпосередньо на південь від Патіо 1 розташований храм[3].
- Патіо 4 розташоване на південний схід від ігрового майданчика і є частиною комплексу храм-патіо-вівтар, утворений із чотирьох курганів навколо центрального вівтаря. Він використовувався принаймні від класичного періоду до посткласичного. В основі східного кургану лежить скульптура опудала жаби[3].
- Гробниця 30. Ця посткласична гробниця розташована під внутрішнім двориком 4. Вона складається з трьох камер із прикрашеними панелями, головна камера має фасад, прикрашений двома людськими головами, вирізьбленими в камені. Двері до гробниці являє собою кам'яну плиту з ієрогліфічними написами з обох боків.
- Зала рад. Це довге, вузьке приміщення з орієнтацією схід на захід, що лежить на південь від вузької «вулиці». Колись вона була прикрашена кам'яною мозаїкою, і до неї можна було потрапити по сходах з внутрішнього дворика 1, який розташований безпосередньо на півдні. Вхід розділений на 3 секції двома стовпами завширшки 2 метри. Через нежитловий характер і відсутність святині чи храму це приміщення, як припускають, мало адміністративне призначення[2].
- Прикрашена вулиця. Ця вузька «вулиця» пролягає у напрямку схід-захід між Палацом шести патіо на півночі та Залою Рад на півдні. Його південна стіна завдовжки понад 40 метрів і була прикрашена геометричною кам'яною мозаїкою, подібною до мозаїки в Мітлі[2].
- Будівля У. Ця будівля була побудована на штучній платформі в північній частині ділянки, під її підлогою лежить гробниця. До неї можна піднятися по сходах на півдні, звідки відкривається гарний вид на більшу частину ділянки[2].

Місце перебуває під опікою Instituto Nacional de Antropología e Historia (Національний інститут антропології та історії) і відкрите для громадськості.

## Пам'ятка природи Ягуль
У 1999 році уряд Мексики оголосив Ягуль пам'яткою природи. Пам'ятка площею 10,76 км2. Нею керує Національна комісія природно-заповідних територій (CONANP).